# سامي أمزيان
 سامي أمزيان (بالفرنسية: Sami Ameziane)‏: وهو ممثل كوميدي ولاعب دولي كرة سلة جزائري حقق نجاحاً غير مسبوق في تغيير الصورة النمطية عن المهاجرين في فرنسا. فأن ما يضحك له جمهور في ثقافة معينة قد لا يضحك جمهورا آخر في ثقافة مختلفة. التمثيل الكوميدي لطالما كان حكراً في فرنسا على فئة معينة في المجتمع ليست من الأقليات العرقية.
من مواليد 6 يناير 1979 في سان دوني تنقل للولايات المتحدة الأمريكية حيث كان يزاول دراسته الجامعية وفي نفس الوقت كان لاعبا في كرة السلة إستدعية للعب في صفوف المنتخب الجزائري لكرة السلة حيث فاز معه ببطولة العرب في جدة 2005
بعدها دخل مجال الفن فأصبح كوميدي مشهور باسم "Le comte de Bouderbala " في فرنسا وباسم" samy ameziane" في ولايات المتحدة الأمريكية

## وصلات خارجية
- سامي أمزيان على موقع IMDb (الإنجليزية)
- سامي أمزيان على موقع ألو سيني (الفرنسية)
- سامي أمزيان على موقع قاعدة بيانات الفيلم (الإنجليزية)

- الموقع الشخصي لسامي أمزيان
- كوميدي جزائري الاصل يحقق نجاحاً في فرنسا ربورتاج البي بي سي